# MLB All-Star Game 2008
Das MLB All-Star Game 2008 war die 79. Ausgabe des Major League Baseball All-Star Game zwischen den Auswahlteams der American League (AL) und der National League (NL). Es fand am 15. Juli 2008 im Yankee Stadium in New York statt. Das Team der American League gewann zum sechsten Mal in Folge das Spiel. Dadurch sicherten sie dem Vertreter der AL in der World Series 2008 den Heimvorteil.
Gemessen an der Spieldauer war dieses All-Star Game das längste in der Geschichte (4 Stunden 30 Minuten) und zusammen mit dem MLB All-Star Game 1967 auch das Längste nach Innings (15 Innings).
Zum MVP des Spiels wurde J. D. Drew von den Boston Red Sox gewählt.

## Letzter Roster-Platz
Nach der Bekanntgabe der Roster fand eine zweite Abstimmung statt, um den jeweils letzten verbleibenden Platz im Roster zu vergeben.
| Spieler         | Team            | Pos             | Spieler         | Team            | Pos             |
| National League | National League | National League | American League | American League | American League |
| --------------- | --------------- | --------------- | --------------- | --------------- | --------------- |
| Corey Hart      | MIL             | OF              | Evan Longoria   | TB              | 3B              |
| David Wright    | NYM             | 3B              | Jermaine Dye    | CWS             | OF              |
| Pat Burrell     | PHI             | OF              | Jason Giambi    | NYY             | 1B              |
| Aaron Rowand    | SF              | OF              | Brian Roberts   | BAL             | 2B              |
| Carlos Lee      | HOU             | OF              | José Guillén    | KC              | OF              |

## Roster
| Gewählte Startspieler | Gewählte Startspieler | Gewählte Startspieler | Gewählte Startspieler |
| Position              | Spieler               | Team                  | All-Star Games        |
| --------------------- | --------------------- | --------------------- | --------------------- |
| C                     | Geovany Soto          | Cubs                  | 1                     |
| 1B                    | Lance Berkman         | Astros                | 4                     |
| 2B                    | Chase Utley           | Phillies              | 3                     |
| 3B                    | Chipper Jones         | Braves                | 6                     |
| SS                    | Hanley Ramírez        | Marlins               | 1                     |
| OF                    | Ryan Braun            | Brewers               | 1                     |
| OF                    | Kosuke Fukudome       | Cubs                  | 1                     |
| OF                    | Alfonso Soriano b     | Cubs                  | 7                     |

| Pitcher  | Pitcher         | Pitcher      | Pitcher        |
| Position | Spieler         | Team         | All-Star Games |
| -------- | --------------- | ------------ | -------------- |
| P        | Aaron Cook      | Rockies      | 1              |
| P        | Ryan Dempster   | Cubs         | 2              |
| P        | Dan Haren       | Diamondbacks | 2              |
| P        | Brad Lidge      | Phillies     | 2              |
| P        | Tim Lincecum e  | Giants       | 1              |
| P        | Carlos Mármol   | Cubs         | 1              |
| P        | Ben Sheets      | Brewers      | 4              |
| P        | Edinson Volquez | Reds         | 1              |
| P        | Billy Wagner    | Mets         | 6              |
| P        | Brandon Webb    | Diamondbacks | 3              |
| P        | Brian Wilson    | Giants       | 1              |
| P        | Kerry Wood d    | Cubs         | 2              |
| P        | Carlos Zambrano | Cubs         | 3              |

| Feldspieler | Feldspieler     | Feldspieler | Feldspieler    |
| Position    | Spieler         | Team        | All-Star Games |
| ----------- | --------------- | ----------- | -------------- |
| C           | Russell Martin  | Dodgers     | 2              |
| C           | Brian McCann    | Braves      | 3              |
| 1B          | Adrián González | Padres      | 1              |
| DH          | Albert Pujols   | Cardinals   | 7              |
| 2B          | Dan Uggla       | Marlins     | 2              |
| 3B          | Aramis Ramírez  | Cubs        | 2              |
| 3B          | David Wright    | Mets        | 3              |
| SS          | Cristian Guzmán | Nationals   | 2              |
| SS          | Miguel Tejada   | Astros      | 5              |
| OF          | Corey Hart c    | Brewers     | 1              |
| OF          | Matt Holliday   | Rockies     | 3              |
| OF          | Ryan Ludwick    | Cardinals   | 1              |
| OF          | Nate McLouth    | Pirates     | 1              |

| Gewählte Startspieler | Gewählte Startspieler | Gewählte Startspieler | Gewählte Startspieler |
| Position              | Spieler               | Team                  | All-Star Games        |
| --------------------- | --------------------- | --------------------- | --------------------- |
| C                     | Joe Mauer             | Twins                 | 2                     |
| 1B                    | Kevin Youkilis        | Red Sox               | 1                     |
| 2B                    | Dustin Pedroia        | Red Sox               | 1                     |
| 3B                    | Alex Rodríguez        | Yankees               | 12                    |
| SS                    | Derek Jeter           | Yankees               | 9                     |
| OF                    | Josh Hamilton         | Rangers               | 1                     |
| OF                    | Manny Ramirez         | Red Sox               | 12                    |
| OF                    | Ichirō Suzuki         | Mariners              | 8                     |
| DH                    | David Ortiz a         | Red Sox               | 5                     |

| Pitcher  | Pitcher             | Pitcher   | Pitcher        |
| Position | Spieler             | Team      | All-Star Games |
| -------- | ------------------- | --------- | -------------- |
| P        | Justin Duchscherer  | Athletics | 2              |
| P        | Roy Halladay        | Blue Jays | 5              |
| P        | Scott Kazmir        | Rays      | 2              |
| P        | Cliff Lee           | Indians   | 1              |
| P        | Joe Nathan          | Twins     | 3              |
| P        | Jonathan Papelbon   | Red Sox   | 3              |
| P        | Mariano Rivera      | Yankees   | 9              |
| P        | Francisco Rodríguez | Angels    | 3              |
| P        | Ervin Santana       | Angels    | 1              |
| P        | Joe Saunders        | Angels    | 1              |
| P        | George Sherrill     | Orioles   | 1              |
| P        | Joakim Soria        | Royals    | 1              |

| Feldspieler | Feldspieler     | Feldspieler | Feldspieler    |
| Position    | Spieler         | Team        | All-Star Games |
| ----------- | --------------- | ----------- | -------------- |
| C           | Dioner Navarro  | Rays        | 1              |
| C           | Jason Varitek   | Red Sox     | 3              |
| 1B          | Justin Morneau  | Twins       | 2              |
| 2B          | Ian Kinsler     | Rangers     | 1              |
| 3B          | Joe Crede       | White Sox   | 1              |
| 3B          | Carlos Guillén  | Tigers      | 3              |
| 3B          | Evan Longoria c | Rays        | 1              |
| SS          | Michael Young   | Rangers     | 5              |
| OF          | J. D. Drew      | Red Sox     | 1              |
| OF          | Carlos Quentin  | White Sox   | 1              |
| OF          | Grady Sizemore  | Indians     | 3              |
| DH          | Milton Bradley  | Rangers     | 1              |

## Spiel

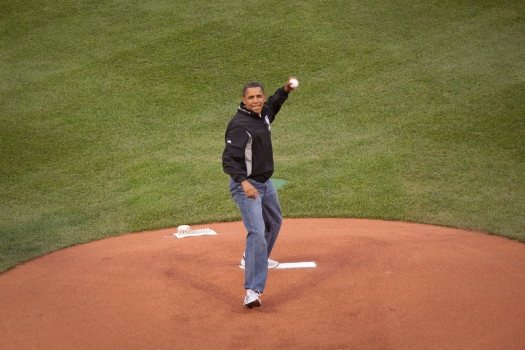
US-Präsident Barack Obama wirft den zeremoniellen ersten Pitch

### Zeremonie
Da das Spiel das letzte All-Star Game im alten Yankee Stadium war, wurde jedes noch lebende Mitglied der Baseball Hall of Fame eingeladen. Insgesamt kamen 49 Spieler, Trainer und Funktionäre.
Der Ball für den zeremoniellen ersten Pitch wurde vom Besitzer der Yankees George Steinbrenner an die vier Hall-of-Fame-Mitglieder – allesamt ehemalige Yankees-Spieler – Yogi Berra, Whitey Ford, Reggie Jackson und Rich Gossage übergeben.
Die Hymne „The Star-Spangled Banner“ wurde von Sheryl Crow gesungen.
Während des Seventh-inning stretch sang Josh Groban „God Bless America“.
Die kanadische Nationalhymne „O Canada“ wurde nur als Instrumentalversion über die Stadionlautsprecher abgespielt.

### Startaufstellung
| National League | National League | National League | National League | American League | American League | American League | American League |
|                 | Spieler         | Team            | Position        |                 | Spieler         | Team            | Position        |
| --------------- | --------------- | --------------- | --------------- | --------------- | --------------- | --------------- | --------------- |
| 1               | Hanley Ramírez  | Marlins         | SS              | 1               | Ichirō Suzuki   | Mariners        | RF              |
| 2               | Chase Utley     | Phillies        | 2B              | 2               | Derek Jeter     | Yankees         | SS              |
| 3               | Lance Berkman   | Astros          | 1B              | 3               | Josh Hamilton   | Rangers         | CF              |
| 4               | Albert Pujols   | Cardinals       | DH              | 4               | Alex Rodríguez  | Yankees         | 3B              |
| 5               | Chipper Jones   | Braves          | 3B              | 5               | Manny Ramírez   | Red Sox         | LF              |
| 6               | Matt Holliday   | Rockies         | RF              | 6               | Milton Bradley  | Rangers         | DH              |
| 7               | Ryan Braun      | Brewers         | LF              | 7               | Kevin Youkilis  | Red Sox         | 1B              |
| 8               | Kosuke Fukudome | Cubs            | CF              | 8               | Joe Mauer       | Twins           | C               |
| 9               | Geovany Soto    | Cubs            | C               | 9               | Dustin Pedroia  | Red Sox         | 2B              |
|                 | Ben Sheets      | Brewers         | P               |                 | Cliff Lee       | Indians         | P               |

### Spielzusammenfassung
Das Spiel blieb bis zum fünften Inning ohne Punkte. Dann gelang Matt Holliday ein Homerun gegen Ervin Santana, womit er die National League mit 1:0 in Führung brachte. Im sechsten Inning erhöhte die National League auf 2:0 durch einen Sacrifice Fly von Lance Berkman.
Erst in der zweiten Hälfte des siebten Innings gelang es der American League durch einen Homerun von J.D. Drew gegen Edinson Volquez auszugleichen.
Ein weiterer Sacrifice Fly durch Adrián González brachte die National League im achten Inning wieder in Führung. Die American League konterte noch im selben Inning durch einen Ground Rule-Double von Evan Longoria.
Das Spiel blieb bis zum Ende des neunten Innings ausgeglichen und ging in die Verlängerung. Die Entscheidung fiel schließlich im 15. Inning durch einen Fly-out von Michael Young, der es Justin Morneau möglich machte zu punkten.
Die American League baute damit ihre Siegesserie auf 12 Siege in Folge aus.

#### Statistik
15. Juli 2008 im Yankee Stadium in New York City, New York
| Team            | 1 | 2 | 3 | 4 | 5 | 6 | 7 | 8 | 9 | 10 | 11 | 12 | 13 | 14 | 15 | R | H  | E |
| --------------- | - | - | - | - | - | - | - | - | - | -- | -- | -- | -- | -- | -- | - | -- | - |
| National League | 0 | 0 | 0 | 0 | 1 | 1 | 0 | 1 | 0 | 0  | 0  | 0  | 0  | 0  | 0  | 3 | 13 | 4 |
| American League | 0 | 0 | 0 | 0 | 0 | 0 | 2 | 1 | 0 | 0  | 0  | 0  | 0  | 0  | 1  | 4 | 14 | 1 |

Starting Pitchers: NL – Ben Sheets  AL – Cliff Lee   WP: Scott Kazmir (1-0)   LP: Brad Lidge (0-1)  